# Carl Palmstedt
Carl Palmstedt, född 9 juni 1785 i Stockholm, död 6 april 1870 i Stockholm, var en svensk kemist (professor) och skolman. Han organiserade och var fram till 1852 Chalmerska slöjdskolans förste rektor, det som skulle bli Chalmers tekniska högskola i Göteborg.

## Biografi
Carl Palmstedt kom från ett bildat och förmöget hem i Stockholm. Han föddes 1785 i järnhandlare Rosenbergs hus i Bredgränd mellan Österlånggatan och Skeppsbron. I föräldrahemmet gjorde Palmstedt bekantskap med Carl Michael Bellman - gammal skolkamrat med fadern Erik Palmstedt - med Johan Henric Kellgren, abbé Vogler med flera. Palmstedt hade litterärt och musikaliskt påbrå och blev liksom sin far med tiden medlem av Musikaliska Akademien. Sin första utbildning fick Carl Palmstedt dels i skola, dels av en  informator. När denne skulle fortsätta sina teologiska studier i Uppsala tog han med sig Palmstedt dit, där Palmstedt vistades i 12- till 14-årsåldern. Tillbaka i Stockholm sattes han i Tyska skolan. 
Därefter studerade Palmstedt bland annat matematik, fysik, kemi och anatomi vid Greifswalds universitet (då ännu svenskt) i två år från 1801. Palmstedt ville egentligen bli läkare, men efter faderns död 1803 bestämde familjen att han skulle bli affärsman. Efter att han en tid arbetat på ett grosshandelskontor grundade han 1806, tillsammans med sin vän Martelleur, en grosshandelsfirma i Stockholm. Palmstedt satsade en betydande del av sitt fadersarv i firman. Firman gick dock dåligt eftersom Palmstedt vantrivdes, och han övergav den och köpte istället lantegendomen Morstaberg i Södermanland som han skötte till 1816.  Efter ett misslyckat äktenskap flyttade han tillbaka till Stockholm. Hustrun med barnen flyttade till hennes föräldrahem.  
Från 1816 arbetade Palmstedt med fysiska studier i Jöns Jacob Berzelius laboratorier och fick undervisning av professor Nils Gabriel Sefström. 1816 blev Berzelius och Palmstedt delägare i Gripsholms kemiskt-tekniska fabriker, och 1820 blev Palmstedt brukspatron där samt investerade där större delen av sin förmögenhet. Fabriken brann ner 1825, men istället för att reparera och bygga upp den gamla fabriksbyggnaden igen, menade ledningen att det var förmånligare att flytta hela verksamheten till Kummelnäs gård på Värmdön och där fortsätta tillverkningarna, dock i mindre skala än tidigare som ättiksfabrik. Där fortgick sedan produktionen till 1851, då fabriken lades ned efter det att den senare ägaren och fabriksledaren August Smith (1806-1850) dött. Fabriksbyggnaden finns fortfarande kvar och nyttjas idag som förskola.
Palmstedt bodde därefter under några år hos Berzelius i den våning som han hade i egenskap av sekreterare i Kungliga Vetenskapsakademien. Han reste samtidigt runt i Europa fram till 1827. Efter en förfrågan från doktor Pehr Dubb i Göteborg, som hade att förvalta arvet efter William Chalmers och inrätta "... en Slöjdskola till kostnadsfritt begagnande av den här i staden uppväxande fattiga ungdomen", kunde professorerna Berzelius och G. E. Pasch rekommendera Palmstedt som föreståndare för Chalmerska slöjdskolan 1829-1852. Palmstedt flyttade till Göteborg i början av juni 1829. År 1830 fick han där professors titel, undervisade i kemi och fysik samt i kemisk och mekanisk teknologi. Efter att Palmstedt lämnat Chalmers 1852 flyttade han till Stockholm och bosatte sig på Drottninggatan 88, där han bodde fram till sin död. Han var verksam ännu 1869 vid 84 års ålder, då han satte ut i Stockholms adresskalender att han "träffas måndagar och fredagar kl. 9—11 f. m".  
Palmstedt instiftade 1841 Konst- och slöjdföreningen i Göteborg, vilken 1846 ombildades till Slöjdföreningen. Som ordförande i Sundhetsnämnden i Göteborg 1834 var Palmstedt mycket aktiv under stadens kolerafarsot, samma år. I fjorton år var han sekreterare i Göteborgs och Bohusläns hushållningssällskap, utan arvode. Palmstedt var 1856 en bland jurymännen vid världsutställningen i Paris 1867. Han var ledamot av Kungliga Vetenskaps- och Vitterhetssamhället i Göteborg.
Under sina tjugofyra resor till utlandet förde Palmstedt hem trettio volymer med anteckningar och författade 490 specifika avhandlingar och artiklar, av vilka cirka 300 blivit tryckta. Han blev ledamot av Lantbruksakademien 1822, av Vetenskapsakademien 1838 och av Musikaliska akademien 1856. Palmstedt fick motta Vasaordens kommendörskraschan 1:a klass den 28 april 1859, riddarstjärnorna av Nordstjärne- och norska S:t Olafsordnarna, officerstecknet av den franska Hederslegionen samt Kungl. Maj:ts guldmedalj För medborgerlig förtjänst.

## Familj
Palmstedts föräldrar var stadsarkitekten, professor Erik Palmstedt och Hedvig Gustava, född Robsahmson. Han gifte sig 1807 med Eleonora Katarina Alner (död 1829), med vilken han fick tre döttrar, varav en dog i späd ålder.